# 梁萍
梁萍（1927年11月14日—2020年2月10日），曾署名梁愛音，出生於上海市的華裔歌手，同时活躍於廣播、演唱會等領域，1945年以流行歌手的身份進入演藝圈。之後移民至美國舊金山。

## 生平

### 少年時期
又名梁愛音，廣東中山人，出生在上海，祖父梁琴軒，父親梁燕雲，是書香門第。 戰後上海歌壇崛起的新人。她從小喜歡唱歌，每天放學後就跑到姚英（姚秀英）、姚敏、姚莉三姊弟的“大同音樂社”去聽歌。姚敏發現她很有唱歌的天賦，就鼓勵她唱歌。她的母親為她請了音樂老師，讓她一面讀書一面學習聲樂。
梁萍曾就讀於上海廣肇小學及旭東小學，自小在學校成績名列前茅，尤其是歌唱成績更是班中之冠。中學時就讀惠靈中學及愛國女中，中學畢業後考取「上海國立音樂學院」，學習樂理、聲樂、鋼琴、合唱等，為她後來的歌唱事業打下了良好基礎。當年教授過梁萍的老師包括：應尚能、勞景賢，還有法國留學回來的張昊，及俄國教授蘇士林等。另外，梁萍還跟王家恩教授學鋼琴，她的鋼琴指法盡得王教授真傳。

### 出道时期
15歲時，梁萍以第一名考入「百代唱片」公司（法商百代電影公司以前唱片事業，後被EMI收購仍沿用此名）。當時她得到嚴華、姚敏、姚莉及黎錦光等老師多方指導，對時代曲（今華語流行音樂）的歌唱技巧，獲益良多。梁萍說她的一生最高興的是考入百代唱片公司，而最令她心痛的是她考取英國一所音樂學院，卻因為經濟問題而無法前往就讀，這是她一生最大的遺憾。
梁萍就讀上海音專（今上海音樂學院）時，學院派常常排斥時代曲，認為是靡靡之音，使愛唱時代曲的梁萍內心痛苦掙扎，於是在校改名「梁愛音」，不敢讓人知道她就是梁萍。梁萍認為，時代曲像一個活潑可愛的少女，而藝術歌曲像是一個高貴的少婦，兩者並存，人生才會多姿多彩，不應互相排斥。

### 上海时期
在上海音專（今上海音樂學院）讀書期間，梁萍就開始為百代唱片公司灌錄唱片，梁萍最受歡迎的歌曲，包括《少年的我》（黎錦光作曲）、《春來人不來》（劉如曾作曲）、《不老的爸爸》（梁萍作曲，姚敏修改）、《千里盼知音》（梁萍作曲，黎錦光修改）等。而流傳至今，膾炙人口的《王昭君》與《昭君怨》是黎錦光為梁萍度身而編的作品，令她一曲走紅歌壇。
黎錦光除了選用中國樂器為主奏，也融入了西方的打弦樂器，先後以廣東音樂旋律編成《王昭君》與《昭君怨》兩首歌曲。而這兩首歌曲的主旋律是相同的，只是在歌詞與音樂的編排及演繹方式，稍有不同罷了。黎錦光非常了解梁萍的音色和功力。才能用一種與眾不同的歌唱方式，將梁萍捧紅，成為梁萍的代表作。梁萍在演唱此曲時，用別具韻味的唱法，將王昭君遠離家鄉和親人，為了漢朝的和平，與漢皇分憂，前往塞外和番的複雜心情，表現的淋漓盡致，催人淚下。40年代末，梁萍以這首《昭君怨》和《王昭君》走紅上海與東南亞，當時她坐鎮新加坡的滿江紅歌台，可謂大紅大紫，大家公認《昭君怨》 和《王昭君》是梁萍的“招牌曲”（代表作）。黎錦光以李七牛的筆名為梁萍寫的《少年的我》在上海、香港和東南亞也紅極一時。 黎錦光以李七牛為筆名給梁萍寫的歌還有《薔薇和玫瑰》，以及署名金鋼（也是黎錦光的筆名）作曲的《丁個兒鈴鼓鐺》，梁萍和姚敏對唱，唱片一經問世就火爆走紅。
黎錦光不但為梁萍寫歌，還教梁萍作曲，他寫了《小小雲雀》《千里盼知音》的歌詞，交由梁萍譜曲，唱片推出後十分暢銷。梁萍不負師望，她自己寫詞譜曲，創作了節奏輕快帶有美國爵士味的《不老的爸爸》在當年的上海和東南亞都曾風行一時。她還寫過《偉大的母親》，電台經常播出，在新、馬地區連小學生都會唱，十分流行。由金鋼作詞、吉美譜曲的《恭喜大家今年好》經梁萍灌錄唱片一直被視為賀歲的經典名曲。
梁萍的名曲還有一首《春來人不來》，這首歌是山川作詞、金牛作曲，歌詞哀怨感人，旋律舒緩優美，走紅的程度不亞於《昭君怨》。為梁萍寫歌的作曲家，還有姚敏、嚴華、李厚襄、陳歌辛、劉如曾等老師。姚敏老師不僅是最初發現梁萍音樂天賦的人，還為梁萍寫歌，較有影響的有《梅娘曲》、《堤邊柳》等。梁萍說，黎錦光和姚敏都是她的老師，都教過她唱歌。
梁萍離開中國大陸前灌錄的唱片有20多首歌，其中有黎錦光的《不幸的愛》，《回頭再見》，《丁個兒鈴鼓鐺》以及1947年國泰影片公司所拍的電影《假面女郎》的插曲《奇異的愛情》，這是梁萍上海時期灌錄的唯一一首電影歌曲。 

### 海外时期
梁萍在1950至1952年間遷居香港，在麗的呼聲姚敏及莊元庸的節目中演唱。工餘期間，好學的梁萍跟隨趙梅伯老師學習聲樂。1952年梁萍前往新加坡登台，正式踏上舞台演唱生涯。梁萍非常懷緬新加坡的歌迷，她說歌迷們的熱情是她最大的精神支柱。後來梁萍定居新加坡，獲電視台聘請教授唱歌，並在家中設立一個歌唱教室，培育人才。梁萍對當年學生非常懷念，希望有一天能與他們重聚，將她後來在美國學到的歌唱技巧，與他們分享。梁萍在香港期間曾參加1952年度香港小姐競選並入圍複賽。
1970年，梁萍去香港探望她住在一間天主教老人院的姨媽，她看到那些修女非常熱心，每天到餐館收集剩菜剩飯帶回老人院餵給貧病無依的老人吃，使她十分感動，於是將她當年所賺的所有歌曲的版稅全數捐給老人院。梁萍亦因此常常前往老人院彈奏聖歌給老人們聽，以慰籍他們孤獨的心靈。

### 美國时期
1971年，梁萍移民美國舊金山，一方面在聖瑪麗天主教學校教中文及擔任美容師，另一方面亦在當地一所音樂學院繼續進修，同時又在一間餐館表演，自彈自唱賺學費。其後梁萍亦在當地的社區大學參加他們的合唱團，吸收不同的演唱方式。
在美國時，梁萍曾跟從一位黑人老師Dr. Helen學習聲樂，吸收到一首歌有多種唱法的技巧。梁萍說在她歌唱生命中從這位老師身上，得益最多，Dr. Helen又鼓勵梁萍參加黑人的聖樂合唱團，由一位黑人牧師指揮及彈奏。梁萍從這個合唱團學到很多和聲學（Harmony)。除此之外梁萍亦曾跟隨美國一位老師Dr. James學習流行歌曲彈奏模式，梁萍一生對唱歌學習孜孜不倦，活到老，學到老。
梁萍居美期間，曾去過澳洲的墨爾本，雪梨，美國的洛杉磯，紐約，芝加哥及加拿大的溫哥華，多倫多演出。她於美國安享晚年。有2個女兒及4個外孫。她是為兒孫而移民美國。她曾每星期去3次教會。她說教會的平和音樂令她心境寧靜。
2020年2月10日於美國舊金山离世，享年93岁。

## 外部連結
歌曲
- 梁萍 （页面存档备份，存于）（篩選結果）

- 专辑 （页面存档备份，存于）（篩選結果）
- YouTube上的春來人不來
- YouTube上的梁萍专辑播放列表

- 梁萍 （页面存档备份，存于），Last.fm
- 梁萍 （页面存档备份，存于），KKBOX